# Engroshandel
Engroshandel, egentlig (fra fransk) en gros, det vil sige i det store eller handel i store partier angiver som regel den handel, der finder sted mellem forhandlende virksomheder indbyrdes, i modsætning til detailhandel, der angiver handelen i små partier til kunden eller forbrugeren.
Groshandel er således et led i vareomsætningen. På den ene side aftager den producenternes helfabrikat (færdigvarer) og leverer dem til detailhandelen, for at varerne gennem denne som sidste led kan komme forbrugerne i hænde. På den anden side aftager groshandel råvarer og halvfabrikata fra andre producenter og leverer disse varer til industrien og håndværket for viderebearbejdning, idet groshandelen i sin førstnævnte funktion atter aftager varerne som helfabrikat fra industrien. Groshandelen i sig selv kan være flerdelt. Oversøiske varer købes gennem eksportfirmaer eller kommissionshuse på stedet, mens omvendt hjemlandets produkter afsættes gennem udenlandske importfirmaer eller kommissionshuse. Ofte er grossisten endda ikke selv importør af de udenlandske varer, men køber af en sådan. Hvad indenlandske varer angår, da vil ofte mindre en-gros firmaer købe fra de større, som kan aftage større partier og derved opnå en noget billigere pris hos producenterne.
Groshandelen er en hjælp for de næringsdrivende[kilde mangler] — hvad enten det er handlende eller håndværkere — ved at holde lager og fremskaffe de varer, der forlanges, og til den tid, de skal bruges. Groshandelen er en støtte for producenterne ved at aftage eller slutte om store partier, så at særlig industrien kan arbejde støt og gå sikkert i sine kalkulationer.
Groshandelen arbejder over et større område end detailhandelen, men har lige som denne en tendens til at specialisere sig inden for brancherne, f.eks. udskilning af kaffe, te og lignende fra kolonial, og ligeledes har groshandelen den samme tendens som detailhandelen til inden for sin varegren at føre det størst mulige udbud af varer for at kunne tilfredsstille ethvert krav, men vil dog fortrinsvis søge at fremme salget af de varer, der enten er dækkede ved firmaets eneforhandling eller indregistrerede mærker, eller hvorom konkurrencen ikke er så skarp.
For at drive groshandel i Danmark krævedes tidligere borgerskab som grosserer eller, uden for København, borgerskab som købmand, der giver ret til handel i stort som småt af næsten alle slags varer, mens grosserer-borgerskab giver ret til at sælge alle slags varer i partier, der ikke er under visse minima (som for en stor del varers vedkommende var angivet på en i Næringsloven tilføjet liste) eller — hvad der havde større praktisk betydning — hvis salgsbeløb ikke var under 40 kr, men i begge tilfælde til enhver. Der imod var der ingen mindstegrænse ved grossistens salg til (andre) handelsberettigede.